# Kastamonu Belediyesi GSK
Kastamonu Belediyesi GSK (vollständiger Name Kastamonu Belediyesi Gençlik Spor Kulübü, deutsch etwa: Jugendsportverein der Gemeinde Kastamonu) ist ein Handballverein aus Kastamonu in der Türkei.

## Geschichte
Der Trägerverein T. C. Kastamonu Belediyesi wurde im Jahr 1868 gegründet.
Die Frauen der ersten Mannschaft des Vereins Kastamonu Belediyesi GSK, der in der höchsten türkischen Liga Süper Lig spielt, gewannen vier Mal die nationale Meisterschaft ebenfalls vier Mal den Supercup sowie zwei Mal den türkischen Pokalwettbewerb.
International spielte der Verein seit 2002 im EHF Challenge Cup, im EHF-Cup und in der EHF Champions League. In der Spielzeit 2015/2016 des EHF Challenge Cups unterlag man erst im Finale.

## Spielerinnen
Zu den Spielerinnen im Verein gehören Mouna Chebbah, Amanda Kurtović, Jovanka Radičević, Milena Raičević, Marina Rajčić, Majda Mehmedović, Jekaterina Wetkowa, Julyja Snopowa, Žana Marić, Simone Böhme, Aslı İskit, Katarina Ježić, Jana Uskowa, Merve Durdu, Nurceren Akgün Göktepe, Julija Chawronina.

## Trainer
Helle Thomsen trainierte den Verein von 2020 bis 2021. Aktuell (2022) wird er von Bülent Bıyıklı trainiert.